# Voriconazole
Le voriconazole est un médicament antifongique de la classe des triazoles.